# Чернышёв, Евгений Васильевич
Евгений Васильевич Чернышёв (род. 22 февраля 1947, Пролетарский, Московская область) — советский гандболист, олимпийский чемпион (1976), серебряный призёр Олимпиады (1980), обладатель Кубка мира 1979 года, восьмикратный чемпион СССР. Заслуженный мастер спорта СССР (1976). Окончил Военный институт физической культуры в Ленинграде.

## Биография
Выступал за команды Группы советских войск в Германии, Южной группы войск, ЦСКА (Москва). Первый тренер — Валентин Филиппович Олейников, команда ГСВГ (ГДР).
Входил в сборную СССР в 1972—1981 годах. Серебряный призёр чемпионата мира 1978 года по гандболу. Чемпион СССР 1973, 1976—1980, 1982, 1983 годов. Победитель Спартакиады народов СССР 1975 и 1979 годов. В составе сборной СССР провел 133 матча, забросил 165 мячей. Дважды кавалер ордена «Знак Почета».
Председатель Совета ветеранов Союза гандболистов России и Совета ветеранов Москвы по гандболу.
Живёт в Москве. Супруга — олимпийская чемпионка, заслуженный мастер спорта по волейболу Людмила Георгиевна Чернышёва. Сын Евгений.